# Perry King

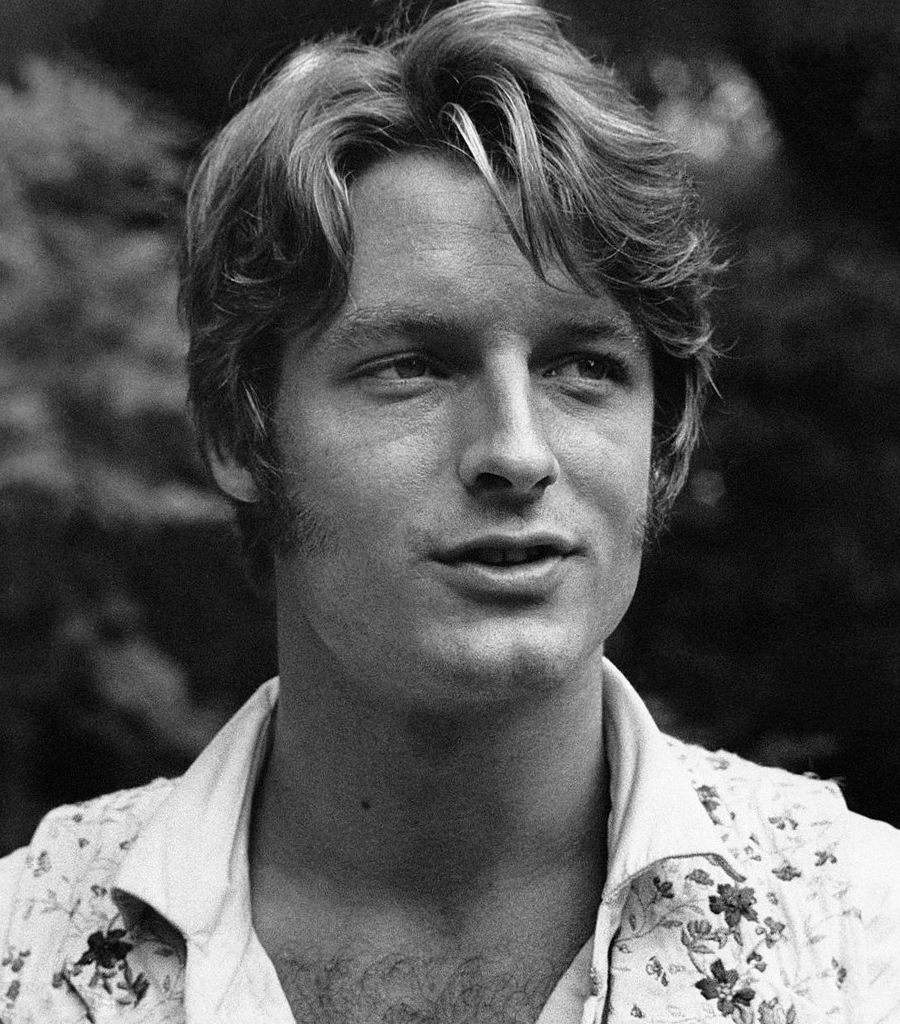
Perry King nel 1975

Perry King (Alliance, 30 aprile 1948) è un attore statunitense, noto per il ruolo di Cody Allen nella serie tv Riptide.

## Biografia
Laureatosi alla Yale University, in seguito studia presso la Juilliard School. Debutta nel film Mattatoio 5 (1972) di George Roy Hill, e successivamente lavora in film come Party selvaggio (1975) e Il mio scopo è la vendetta (1981). 
Apparso nella serie TV Cannon, nel 1977 ottiene la parte di Baxter Slate, poliziotto dalla personalità tormentata, nel film I ragazzi del coro di Robert Aldrich, ma è verso la metà degli anni ottanta che acquista fama e popolarità interpretando Cody Allen nella serie Riptide; terminata la serie, lavora nella commedia Nei panni di una bionda (1991) di Blake Edwards.
Dopo diversi lavori televisivi e cinematografici, nel 1995 appare nella serie tv Melrose Place come Guest star, interpretando Hayley Armstrong, cui seguono partecipazioni a Titans e Spin City. Nel 2004 interpreta il Presidente degli Stati Uniti nel film The Day After Tomorrow - L'alba del giorno dopo.

## Filmografia parziale

### Attore

#### Cinema
- Legame di sangue (The Possession of Joel Delaney), regia di Waris Hussein (1972)
- Happy Days - La banda dei fiori di pesco (The Lord's of Flatbush), regia di Martin Davidson e Stephen Verona (1974)
- Party selvaggio (The Wild Party), regia di James Ivory (1975)
- Mandingo, regia di Richard Fleischer (1975)
- Stupro (Lipstick), regia di Lamont Johnson (1976)
- I ragazzi del coro (The Choirboys), regia di Robert Aldrich (1977)
- Un tocco di sesso (1978)
- Il mio scopo è la vendetta (Search and Destroy) (1979)
- Una storia d'amore (1981)
- Classe 1984 (Class of 1984), regia di Mark L. Lester (1982)
- L'ora che uccide (The Clairvoyant), regia di Armand Mastroianni (1982)
- In due sulla bilancia (1988)
- Cacciatori di navi, regia di Folco Quilici (1990)
- Nei panni di una bionda (Switch), regia di Blake Edwards (1991)
- The Perfect Wife (2000)
- Spin City (2001)
- Finché morte non vi separi (2001)
- The Day After Tomorrow - L'alba del giorno dopo (The Day After Tomorrow), regia di Roland Emmerich (2004)
- Una vicina quasi perfetta (2005)
- Killer diabolico (2007)
- The Divide (2016)

#### Televisione
- Cannon – serie TV (1974)
- Capitani e Re – serie TV (1976)
- L'ultima Cabriolet (The Last Convertible) – miniserie TV (1979)
- Conquisterò Manhattan (I'll Take Manhattan) – serie TV, 4 episodi (1983)
- Riptide – serie TV, 56 episodi (1983-1986)
- Un raggio di luna per Dorothy Jane (The Torkelsons) – serie TV, 13 episodi (1993)
- Melrose Place – serie TV, 14 episodi (1995)
- Titans – serie TV (2000)
- Will & Grace – serie TV, episodio 2x13 (2000)
- Cold Case - Delitti irrisolti (Cold Case) – serie TV, episodio 4x13 (2007)
- Brothers & Sisters - Segreti di famiglia (Brothers & Sisters) – serie TV, un episodio (2007)
- The Mentalist – serie TV, episodio 4x17 (2012)

### Regista
- The Divide (2016)

## Doppiatori italiani
Nelle versioni in italiano delle opere in cui ha recitato, Perry King è stato doppiato da:
- Massimo Rinaldi in Riptide, Conquisterò Manhattan, Brothers & Sisters - Segreti di famiglia
- Stefano De Sando in Titans, The Day After Tomorrow - L'alba del giorno dopo
- Luciano De Ambrosis in Cold Case - Delitti irrisolti, The  Mentalist
- Cesare Barbetti in Classe 1984
- Claudio De Davide in Un raggio di luna per Dorothy Jane
- Rodolfo Bianchi in Melrose Place
- Maurizio Reti in Will & Grace
- Romano Malaspina in La moglie perfetta